# Nanukton Island
Nanukton Island är en ö i Kanada.   Den ligger i territoriet Nunavut, i den centrala delen av landet, 3 300 km nordväst om huvudstaden Ottawa. Arean är 15,5 kvadratkilometer. Ön ligger i arkipelagen Duke of York Archipelago i viken Coronation Gulf.
Terrängen på Nanukton Island är platt. Öns högsta punkt är 108 meter över havet. Den sträcker sig 4,0 kilometer i nord-sydlig riktning, och 7,0 kilometer i öst-västlig riktning.